# Берк, Шерил
Ше́рил Сте́фани Берк (англ. Cheryl Stephanie Burke; 3 мая 1984, Сан-Франциско, Калифорния, США) — американская танцовщица
, хореограф и телеведущая.

## Биография
Дочь Стивена Луи Берка (13 апреля 1950 — 9 марта 2018) и Шерри Берк (в девичестве — Баутиста).

## Карьера
Она наиболее известна тем, что является одной из профессиональных танцовщиц телешоу ABC «Танцы со звёздами», в котором она стала первой женщиной-профессионалом, которая выиграла в шоу, и первым профессионалом, который выиграл дважды и подряд. Начиная с 2006 года, она приняла участие в 21-м сезоне. Она заняла второе место в шоу NBC «Я могу сделать это». Она заменила Эбби Ли Миллер в шоу «Мамы в танце» в 2017 году. Снялась и выступила в качестве хореографа в нескольких фильмах и телесериалах.

## «Танцы со звёздами»
| Сезон | Партнёр               | Место      |
| ----- | --------------------- | ---------- |
| 2     | Дрю Лаше              | 1-е        |
| 3     | Эммитт Смит           | 1-е        |
| 4     | Иэн Зиринг            | 4-е        |
| 5     | Уэйн Ньютон           | 10-е       |
| 6     | Кристиан де ла Фуэнте | 3-е        |
| 7     | Морис Грин            | 5-е        |
| 8     | Жилль Марини          | 2-е        |
| 9     | Том ДеЛэй             | 13-е       |
| 10    | Чэд Джонсон           | 4-е        |
| 11    | Рик Фокс              | 6-е        |
| 12    | Крис Джерико          | 7-е        |
| 13    | Роб Кардашян          | 2-е        |
| 14    | Уильям Леви           | 3-е        |
| 15    | неизвестно            | неизвестно |

## Личная жизнь
С 23 мая 2019 года Берк замужем за актёром Мэттью Лоуренсом, с которым она встречалась 2 года до их свадьбы. Изначально, они начали встречаться в 2006 году, но расстались после года отношений и в итоге вновь сошлись в 2017 году.